# Katy Bødtger
Katy Bødtger (* 28. Dezember 1932 in Kopenhagen; † 1. Mai 2017) war eine dänische Sängerin.

## Leben
Katy Bødtger durfte als Gewinnerin des Dansk Melodi Grand Prix 1960 beim Eurovision Song Contest 1960 in London für Dänemark antreten. Mit dem Titel Det var en yndig tid (dänisch für Das war eine schöne Zeit) landete sie auf Platz 10. Ein Jahr später versuchte sie die Teilnahme erneut, konnte aber keinen Sieg in der dänischen Vorauswahl erringen. 
Sie lieh diversen dänischen Operettenverfilmungen der 1960er Jahre ihre Singstimme.

## Filmografie
- 1960: Kvindelist og kærlighed
- 1960: Det skete på Møllegården
- 1963: Fräulein unberührt (Frøken Nitouche)
- 1966: Kleine Sünder – große Sünder (Min søsters børn)